# 印度霍氏唇魮
印度霍氏唇魮（学名：Horalabiosa palaniensis）为輻鰭魚綱鯉形目鲤科的其中一種，分布於亞洲印度的高地溪流，體長可達7.7公分，屬底棲性魚類。

## 扩展阅读
維基物種上的相關：印度霍氏唇魮